# Jack Williamson
Jack Williamson, vlastním jménem John Stewart Williamson (29. dubna 1908, Bisbee, Arizonské teritorium – 10. listopadu 2006, Portales, Nové Mexiko) byl americký vysokoškolský profesor a spisovatel science fiction, jehož tvorba je spojena s obdobím tzv. Zlatého věku sci-fi.

## Život
Narodil se roku 1908 v Arizonském teritoriu, ale rané dětství prožil v západním Texasu. Roku 1915 se s rodinou přestěhoval na krytém voze taženém koňmi do Nového Mexika, kde jeho rodiče hledali lepší pastviny a protože se zde chov ukázal jako velmi obtížný, stali se z nich farmáři. Základní vzdělání získal společně se svým bratrem a dvěma sestrami od svých rodičů. Navštěvoval také místní knihovnu a využíval jí ke svému sebevzdělávání. Jednoho dne zde narazil na magazín Amazing Stories a začal psát své vlastní příběhy. Za druhé světové války sloužil jako meteorolog u Armádního leteckého sboru Spojených států amerických.
V padesátých letech obdržel na Východní univerzitě Nového Mexika ((ENMU) v Portales nejprve titul bakaláře a poté magistra umění a od roku 1960 zde přednášel literaturu. Roku 1964 získal na Coloradské univerzitě v Boulderu doktorát. Do důchodu odešel v roce 1977. Když byl ale na ENMU jmenován čestným profesorem, dlouho na univerzitě vedl večerní kurz tvůrčího psaní a byl také iniciátorem jednoho z prvních univerzitních cyklů přednášek o science-fiction. Roku 1980 daroval větší množství knih a originálních rukopisů do tamější univerzitní knihovny. Tato sbírka se později stala Knihovnou sci-fi Jacka Williamsona (Jack Williamson Science Fiction Library). Zemřel ve svém domě v Portales počátkem listopadu 2006.

## Dílo
Svou první povídku The Metal Man (Kovový muž) vydal v prosinci roku 1928 v magazínu Amazing Stories Huga Gernsbacka, který vydal i další jeho rané práce. Na začátku své kariéry napsal také jednu povídku a román Zrození nové republiky společně s česko-americkým sci-fi autorem Milesem (Miloslavem) J. Breuerem, kterého považoval za svůj vzor. V dalších letech se ukázal jako velmi plodný autor. Nejprve částečně napodoboval některé autory své doby, například A. Merritta, a jeho příběhy byly založeny na dobrodružném ději, ale později se propracoval k vlastnímu stylu. Během svého života napsal více než padesát románů a více než sto povídek a novel. Působil i jako literární vědec. K jeho tématům patří roboti, antihmota, časové paradoxy, paralelní světy, mimozemšťané nebo mutanti, ze sci-fi žánrů upřednostňoval space operu. K jeho přednostem patřila schopnost rychle reagovat na nové vědecké podněty. Rád spolupracoval s jinými autory, především s Frederikem Pohlem. Dokázal si uchovat tvůrčí energii do vysokého věku. Osm románů napsal dokonce po překročení devadesáti let (jeho poslední román je z roku 2005). Kromě toho je autorem řady esejů, odborných prací o sci-fi a jedné autobiografie. Největšího ohlasu se dočkal jeho dvoudílný románový cyklus Seetee (1942–1950), jehož název je fonetickým přepisem písmen CT, která jsou zkratkou pro pojem antihmota.

## Výběrová bibliografie

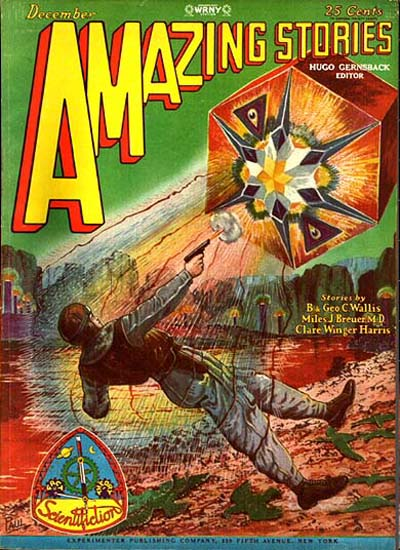
Obálka časopisu Amazinmg Stories z prosince roku 1928, ve kterém vyšla autorova první povídka The Metal Man.

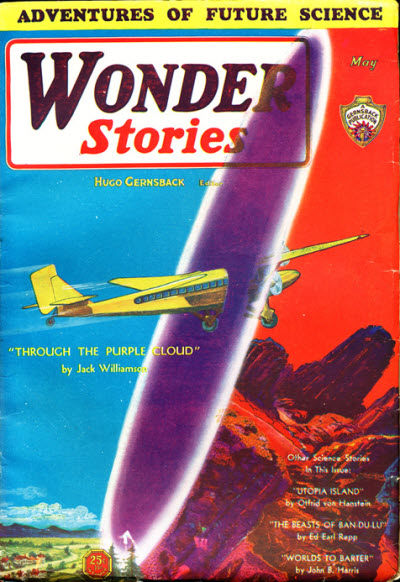
Obálka časopisu Wonder Stories z roku 1931 s autorovou povídkou Through the Purple Cloud.

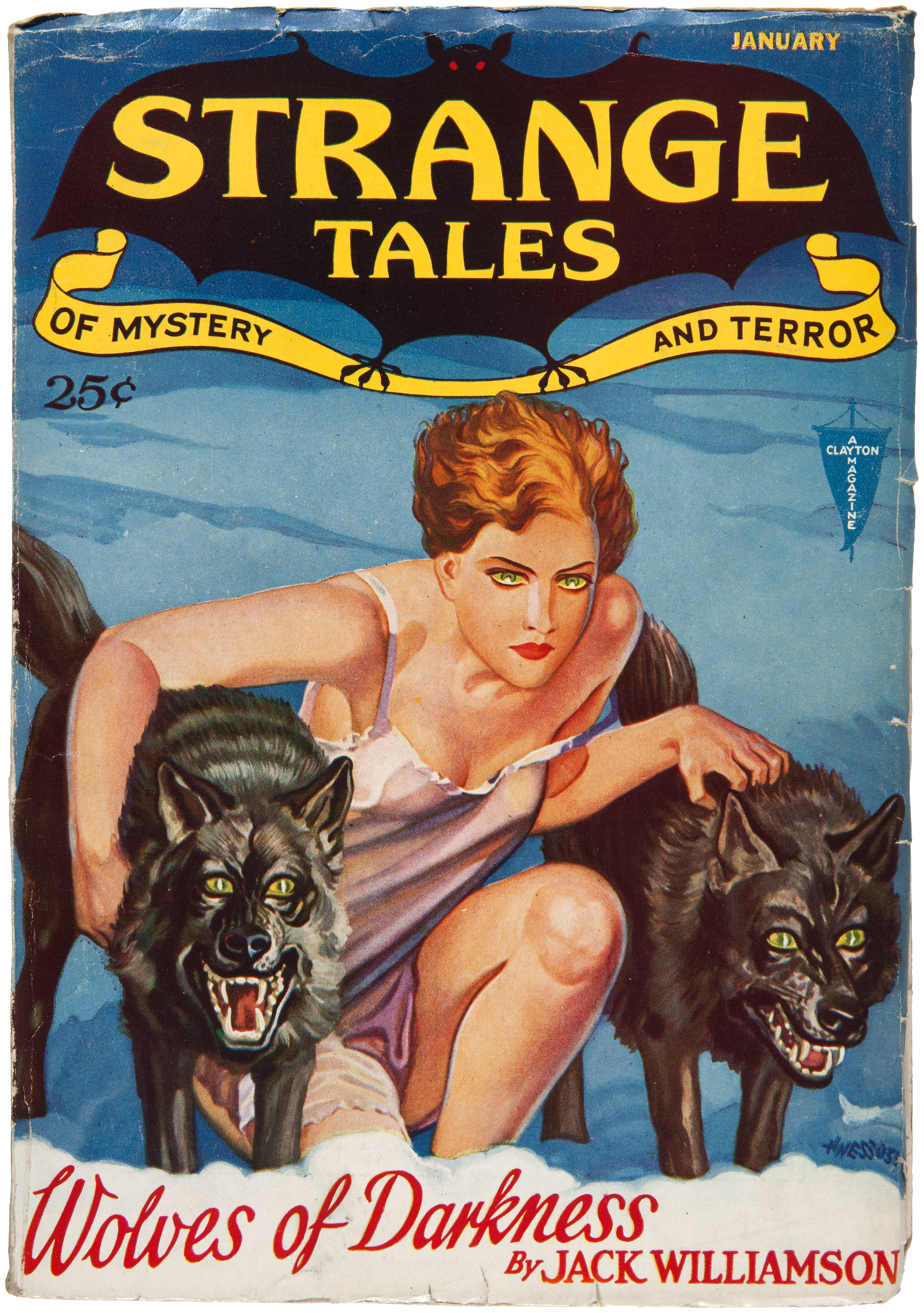
Obálka šasopisu Strangle Tales z roku 1932 a autorovu povídkou Wolves of Darknes.

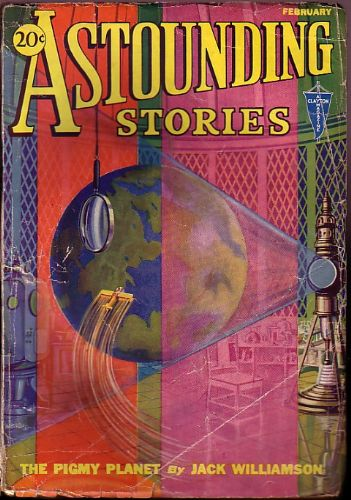
Obálka šasopisu Astoundiog Stories z roku 1832 s autorovu povídkou The Pygmy Planet.

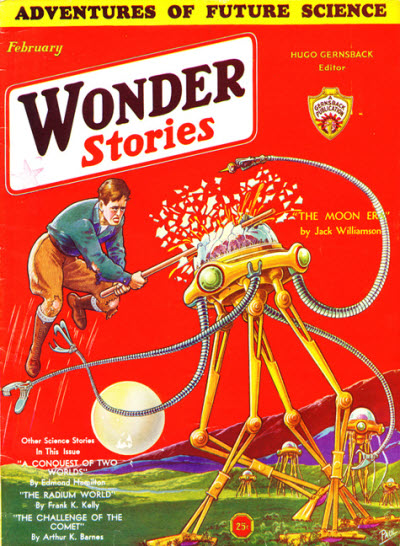
Obálka časopisu Wonder Stories z roku 1932 s autorovou povídkou The Moon Era.

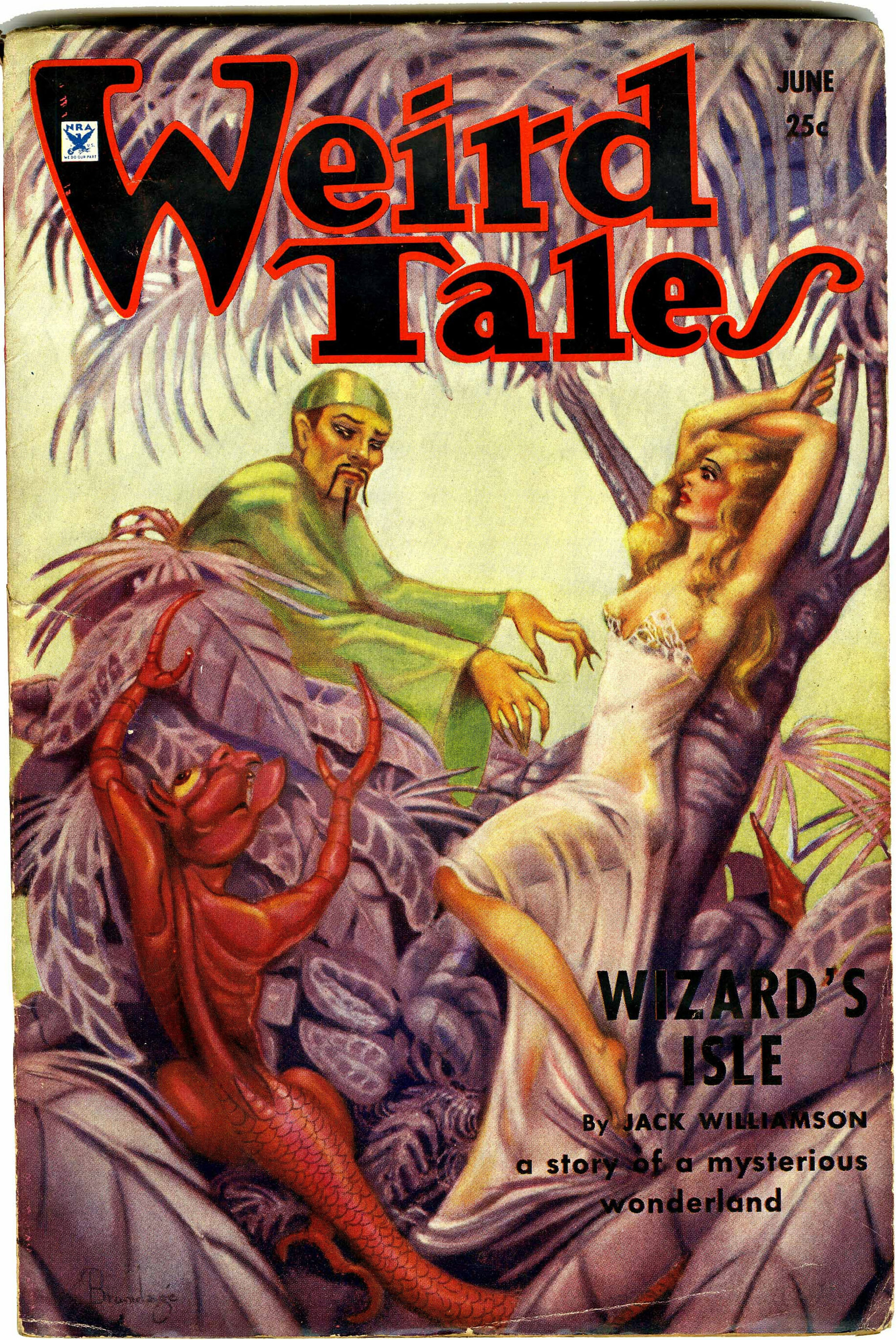
Obálka časopisu Weird Tales z roku 1934 s autorovou povídkou Wizard's Isle.

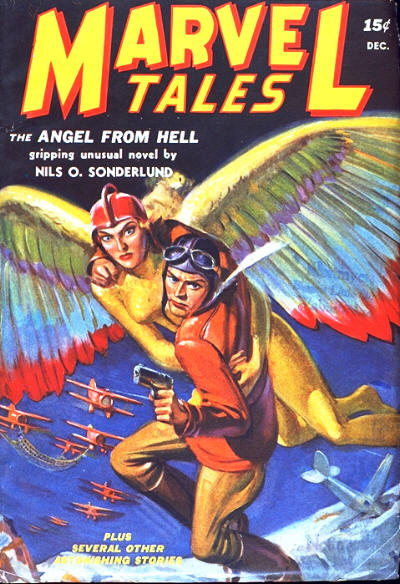
Obálka časopisu Marvel Tales z roku 1939 s autorovou povídkou The Angel from Hel.

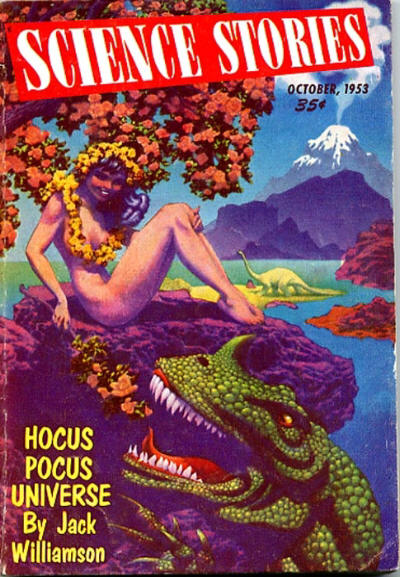
Obálka časopisu Science Stories z roku 1953 s autorovou povídkou Hocus Pocus Universe.

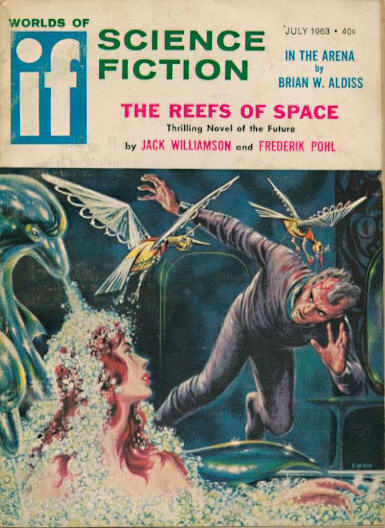
Obálka časopisu If z roku 1963 s autorovým románem The Reefs of Space.

### Povídky
- The Metal Man (1928, Kovový muž).
- The Alien Intelligence (1929).
- The Girl from Mars (1929, Dívka z Marsu), spoluautor Miles (Miloslav) J. Breuer.
- The Second Shell (1929).
- The Cosmic Express (1930, Kosmický expres).
- Through the Purple Cloud (1931).
- Wolves of Darkness (1932).
- The Pygmy Planet (1932).
- The Moon Era (1932).
- Wizard's Isle (1934).
- Born of the Sun (1934, Děti slunce), povídka o tom, jak se jen několika lidem podaří uprchnout v kosmické lodi, když byla zničena Slunční soustava, a jak se teď snaží najít nový domov.
- The Angel from Hell (1939), pod pseudonymem Nils O. Sonderlund.
- Hocus-Pocus Universe (1953).
- Jamboree (1969, Veselice).
- A Break for the Dinosaurs (1982).
- The Firefly Tree (1997, Strom světlušek).
- Agents of the Moon (2000).
- The Ultimate Earth (2000, Země jaká bývala), česky též jako Nová Země, novela, za kterou Williamson obdržel cenu Hugo i cenu Nebula.
- Ghost Town (2005).
- The Cat That Loved Shakespeare (2005).
- The Mists of Time (2006).

### Povídkové sbírky
- The Pandora Effect (1969).
- People Machines (1971).
- The Best of Jack Williamson (1978).
- Brother to Demons, Brother to Gods (1979, Bratr démonů, bratr bohů), povídkový cyklus o zvláštním genetickém programu vytvářejícím nadlidi, který se skládá z pěti dříve časopisecky vydaných povídek Stepson to Creation (1977), Slave to Chaos (1977), Kinsman to Lizards (1978), Brother to Demons (1978) a Brother to Gods (1978).
- Into the Eighth Decade (1990).
- The Collected Stories of Jack Williamson, souborné vydání autorových povídek, novel a esejů.

1. The Metal Man and Others (1999)
2. Wolves of Darkness (1999)
3. Wizard's Isle (2000)
4. Spider Island (2002)
5. The Crucible of Power (2006)
6. Gateway to Paradise (2008)
7. With Folded Hands ... And Searching Mind (2010)
8. At the Human Limit (2011)

### Série Legion of Space
Space opera Legion of Space (Vesmírná legie), se odehrává v době, kdy lidé kolonizovali sluneční soustavu a líčí příběhy policejní a vojenské jednotky zvané Vesmírná legie, která brání lidstvo proti vesmírným vetřelcům. Skládá se z těchto románů:
- The Legion of Space (Vesmírná legie), časopisecky 1934, knižně 1947.
- The Cometeers, časopisecky 1936, knižně 1950.
- One Against the Legion, časopisecky 1939, knižně 1950.
- The Queen of the Legion (1983, Královna legie).

K románům se ještě pojí novely Nowhere Near (1967) a The Luck of the Legion (2002).

### Humanoids
Série Humanoids (Humanoidi) je založena na konfliktu mezi lidmi a roboty. Skládá se z těchto částí:
- With Folded Hands (1947, S rukama v klíně), česky též jako Se založenýma rukama. Novela se zamýšlí nad tím, co by se z lidstva stalo, kdyby najednou humanoidi dělali všechno za něj.
- The Humanoids (1949), román.
- The Humanoid Universe (1980), povídka.
- The Humanoid Touch (1980), román.

### Seetee
Dvoudílný románový cyklus Seetee, jehož název je fonetickým přepisem písmen CT, která jsou zkratkou pro pojem antihmota, se skládá z těchto románů:
- Seetee Ship (Loď z antihmoty), česky jako Loď, časopisecky v letech 1942-1943, knižně 1950. Příběh, napsaný pod pseudonymem Will Stewart, se odehrává ve vzdálené budoucnosti, kdy je již osídlena většina sluneční soustavy. Velkým problémem je však nedostatek energie. Řešením tohoto problému má být využití reakce hmoty s antihmotou, při které se obě složky změní v energii. Hlavní hrdina Rick Drake se vrací ze studií na Zemi na rodný asteroid, aby pomohl svému otci ovládnout antihmotu a bojovat s Interplanetou, což je korporace, která ovládá lidstvo díky svému monopolu na energii.
- Seetee Shock (Šok z antihmoty), časopisecky 1948 pod pseudonymem Will Stewart, knižně pod vlastním jménem roku 1950.

Společné vydání pod názvem Seetee je z roku 1979.

### Povídkový cyklus Quarantine
Povídkový cyklus Quarantine (Karanténa) se skládá z těchto povídek a novel: The Man from Outside (1951), The Peddler's Nose (1951), The Greatest Invention (1951), Man Down (1952), The Happiest Creature (1953, Nejšťastnější stvoření), The Trial of Terra (1962)!! a A Planet for Plundering (1962).

### Undersea Trilogy
Příběhy románové trilogie, napsané společně s Frederikem Pohlem, se odehrávají v okolí podmořského města zvaného Marinia a jejím hrdinou je kadet Jim Eden z podmořské akademie:
- Undersea Quest (1954).
- Undersea Fleet (1956).
- Undersea City (1958).

Souborné vydání trilogie pod názvem The Undersea Trilogy je z roku (1992).

### Starchild Trilogy
Trilogii Starchild napsal Williamson společně s Frederikem Pohlem. Odehrává se v budoucnosti v době, kdy je lidstvo ovládáno brutální totalitní vládou, využívající počítačový dohled nad obyvatelstvem. Skládá se z těchto románů:
- The Reefs of Space (1964).
- Starchild (1965).
- Rogue Star (1969).

Souborné vydání vyšlo roku 1977 pod názvem The Starchild Trilogy.

### Povídkový cylus The Power of Blackness
Povídkový cyklus The Power of Blackness (Síla temnoty) se skládá z povídek The Power of Blackness (1973), The Eternity Engine (1975), Counterkill (1975), The Dark Destroyer (1976) a The Machines That Ate Too Much (1976).

### Saga of Cuckoo
Dvoudílná série Cukoo (Kukačka), kterou Wiliiamson napsal společně s Frederickem Pohlem, vypráví snahu odhalit tajemství původu obří planety Cuckooo obývané různými rasami včetně lidské. Roku 1975 vyšel román Farthest Star (Nejvzdálenější hvězda), založený na dříve vydaných novelách Doomship (1973) a The Org's Egg (1974). Roku 1983 oba autoři vydali pokračování Wall Around a Star (Zeď kolem hvězdy)

### Další romány
- The Green Girl, časopisecky 1930, knižně 1950.
- The Birth of a New Republic (Zrození Nové republiky), časopisecky 1931. knižně 1981, spoluautor Miles J. Breuer, příběh o vzpouře měsíčních kolonii po vzoru Americké revoluce.
- The Stone from the Green Star, časopisecky 1931, knižně 1999.
- Golden Blood, časopisecky 1933, knižně 1964.
- The Legion of Time, časopisecky 1938, knižně 1952, román, ve kterém se poprvé objevily paralelní světy.[3]
- Darker Than You Think (1948).
- Dragon's Island (1951).
- After World's End (1952).
- Star Bridge (1955), spoluautor James E. Gunn.
- The Reign of Wizardry (1964).
- Bright New Universe (1967).
- Trapped in Space (1968).
- The Power of Blackness (1976), román napsaný na základě stejnojmenné povídky z roku 1973.
- Lifeburst (1984, Výbuch života).
- Land's End (1988), spoluautor Frederik Pohl
- Mazeway (1990, Bludiště), pokračování románu Lifeburst. Země je zdevastovaná útokem cizí bytosti, popsané již v románu Lifeburst. Před útokem byla Země obklopena sítí měst, která se zřítila a poškodila biosféru a zbytky lidstva živoří. Někteří z nich se ale snaží dokázat mimozemskému společenství, že lidská rasa si v něm zaslouží členství. Dostanou se tak mytického Bludiště, kde je čeká hra Ostří a Kamene, která je jakousi vstupní branou do společenství mimozemských ras.
- The Singers of Time (1991), spoluautor Frederik Pohl.
- Demon Moon (1994).
- The Black Sun (1997)
- Terraforming Earth (2001).
- The Stonehenge Gate (2005).

### Knihy mimo beletrii
- H. G. Wells: Critic of Progress (1973), autorova doktorská disertační práce.
- Teaching Science Fiction: Education for Tomorrow (1980).
- Wonder's Child: My Life in Science Fiction (1984, Okouzlené dítě aneb můj život v science fiction), autobiografie za kterou Williamson obdržel roku 1985 cenu Hugo.

## Ocenění
Za své dílo získal celo řadu ocenění:
- 1973 - Pilgrim Award za celoživotní bádání v oblasti sci–fi.[5]
- 1976 - Damon Knight Memorial Grand Master Award (velmistr sci-fi, jako druhý v pořadí).[6]
- 1985 - Hugo Award za nejpeší knihu mimo beletrii Okouzlené dítě aneb můj život v science fiction.[7]
- 1985 - Edward E. Smith Memorial (Skylark) Award za významný přínos k sci-fi.[8]
- 1986 - Forry Award za celoživotní dílo.[9]
- 1994 - World Fantasy Award za celoživotní dílo.[10]
- 1996 - uvedení do Síně slávy science fiction a fantasy.[11]
- 1994 - E. E. Evans (Big Heart) Award, cena fandomu za dlouhodobou dobrou práci.[12]
- 1997 - Bram Stoker Award za celoživotní dílo.[13]
- 2001 - Hugo Award za novelu Země jaká bývala.[14]
- 2002 - Nebula Award za novelu Země jaká bývala.[15]
- 2002 - John W. Campbell Memorial Award za román Terraforming Earth.[16]
- 2004 - World Horror Grandmaster.[17]
- 2006 - Robert A. Heinlein Award za celoživotní dílo.[18]

## Filmové adaptace
- The Creation of the Humanoids (1962), americký film přebírající pouze motiv z Williamsonova románu, režie Wesley Barry.[19]

## Česká vydání

### Samostatné povídky
- S rukama v klíně, antologie Roboti a androidi, Svoboda, Praha 1988 (přeložil Karel Blažek) a pod názvem Se založenýma rukama v antologii Síň slávy mistrů SF II A, Baronet, Praha 2006 (přeložil Ondřej Marek).
- Děti Slunce, časopis Ikarie 1991/10, antologie Úžasné příběhy, AFSF, Praha 1992 a antologie Křišťálové sféry, Mladá fronta, Praha 2002, přeložil Antonín Hubáček.
- Kosmický expres, časopis Ikarie 1992/10, přeložil Ivan Adamovič.
- Nejšťastnější stvoření, časopis Ikarie 1994/02, přeložil Josef Dušek.
- Stroj světlušek, , antologie Velmistři SF, Baronet, Praha 2001, přeložil Ondřej Marek.
- Veselice, , antologie Velmistři SF, Baronet, Praha 2001, přeložil Ondřej Marek.
- Literární spolek Maňana, antologie Velmistři SF, Baronet, Praha 2001, přeložil Ondřej Marek, jde o výňatek z knihy Okouzlené dítě aneb můj život v science fiction.
- Nová Země, časopis Ikarie 2002/02 a pod názvem Země jaká bývala v antologii Nebula 2001 Awards, Baronet, Praha 2005, přeložil Mirek Valina.

### Knihy
- Loď, AFSF, Praha 1992, přeložil Mirek Valina.
- Bludiště, Triton, Praha 2004, přeložil Zdeněk Trmota.